# Колонии Японии
Колонии Японии (яп. 日本の植民地) — территории, входившие в состав Японской империи и имевшие юридический статус колонии.

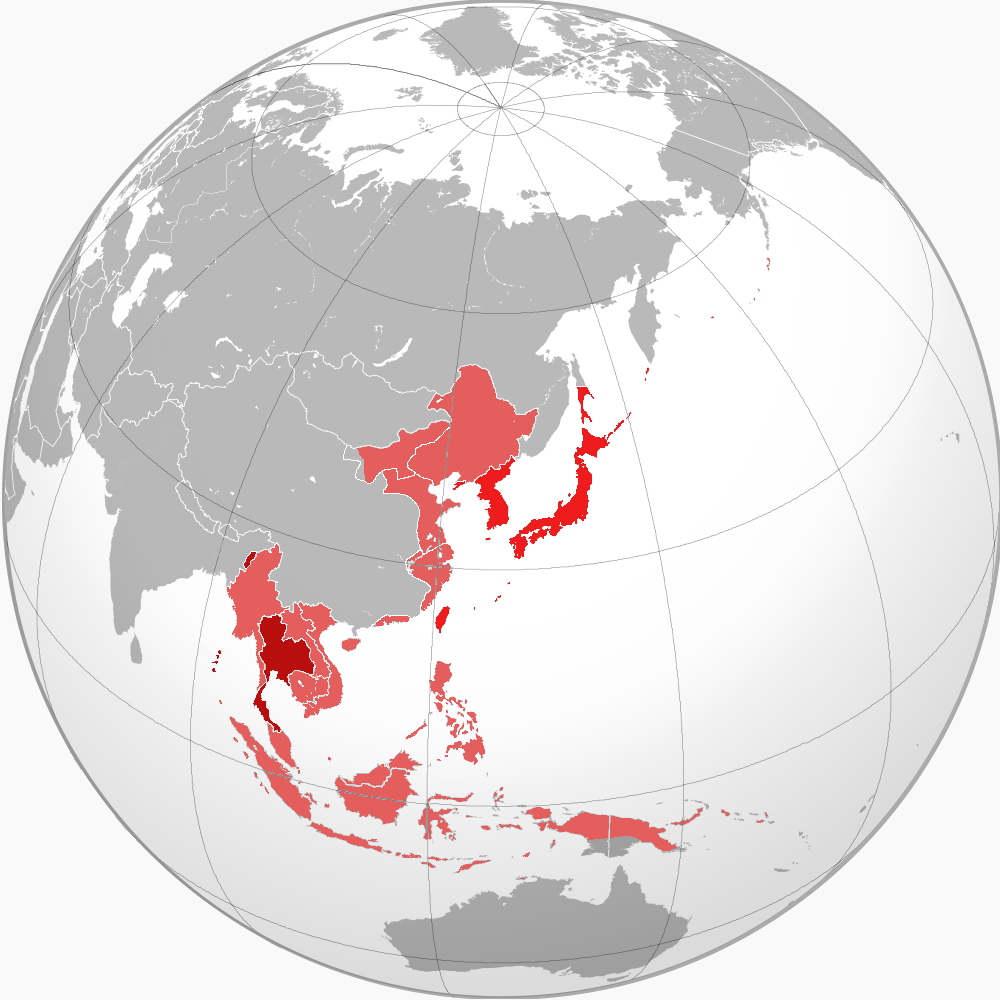
Члены Великой восточноазиатской сферы сопроцветания; контролируемая территория на максимальной высоте. Япония и ее союзники в темно-красном цвете; Таиланд и свободная Индия. Оккупированные территории/государства-клиенты выделены светло-красным цветом. Корея, Тайвань и Карафуто (Южный Сахалин) были неотъемлемой частью Японии.

Юридически к японским колониям относились территории, аннексированные после принятия Конституции Мэйдзи. В отношении каждой из колоний японский парламент принимал Основной указ, определявший права и обязанности правителя колонии, а также принципы её взаимоотношений с метрополией. В Японии колонии официально назывались «внешние территории» (яп. 外地), в противоположность «внутренним территориям», к которым, помимо собственно Японских островов, относились также Курильские острова и острова Рюкю.

## Список японских колоний
- Тайвань (яп. 台湾, с 1895 по 1945 годы)
- Южный Сахалин (яп. 樺太, с 1905 по 1945 годы[1])

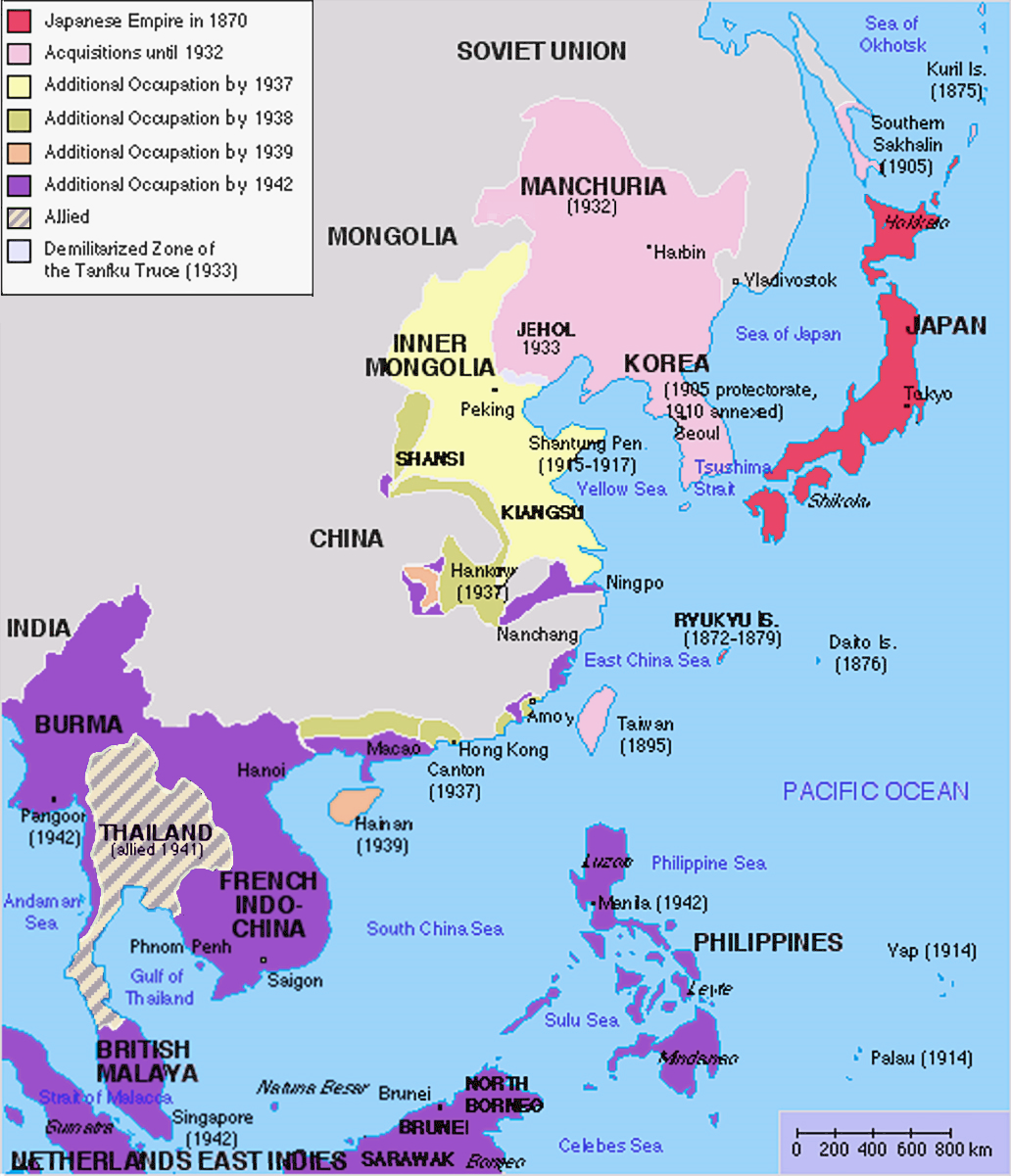
Максимальная протяженность Японской империи

- Квантунская область (яп. 関東, с 1905 по 1932 годы — арендована у Китая, с 1932 по 1945 годы — у Маньчжоу-го)
- Корея (яп. 朝鮮, с 1910 по 1945 годы)
- Южный Тихоокеанский мандат (яп. 南洋庁 Каролинские, Марианские и Маршалловы острова — как подмандатные территории Лиги Наций)